# Cemitério de Passy
O Cemitério de Passy (em francês:  Cimetière de Passy) é um cemitério em Passy, no 16º arrondissement de Paris, França.

## História
O atual cemitério substituiu o antigo cemitério (l'ancien cimetière communal de Passy, localizado na Rue Lekain), que foi fechado em 1802.
No início do século XIX, por ordens de Napoleão Bonaparte, imperador da França, todos os cemitérios de Paris foram desalojados do centro da cidade. O Cemitério de Montmartre foi construido no norte, o Cemitério do Père-Lachaise no leste, e o Cemitério do Montparnasse no sul. O Cemitério de Passy foi erigido depois, com origem no mesmo ato napoleônico.
A entrada atual foi construída em 1934 (projeto de René Berger). O muro de contenção do cemitério é adornado com um baixo relevo de Louis Janthial, celebrando os soldados que tombaram na Primeira Guerra Mundial.

## Sepultamentos notáveis
- Bảo Đại (1913–1997), último imperador do Vietnã
- Jean-Louis Barrault (1910–1994), ator e diretor francês, sepultado com sua mulher, a atriz Madeleine Renaud
- Louis-Ernest Barrias (1841–1905), escultor
- Jeanne Julia Bartet (1854–1941), atriz
- Marie Bashkirtseff (1858–1884), artista russa
- Maurice Bellonte (1896-1983), aviador pioneiro, e seu companheiro de voo Dieudonné Costes
- James Gordon Bennett, Jr. (1848–1918), publicista estadunidense
- Tristan Bernard (1866–1947), novelista
- Henri Bernstein (1876–1953), ator
- Natalia Brasova (1880–1952), mulher de Miguel Alexandrovich Romanov
- George, Count Brasov (1910–1931), filho de Miguel Alexandrovich Romanov e Princess Brasova (Natalia Sheremetyev-Romanov)
- Emmanuel de Las Cases (1766–1842), historiador
- Dieudonné Costes (1896–1973), aviador pioneiro, e seu companheiro de voo Maurice Bellonte
- Emmanuelle de Dampierre (1913–2012), primeira esposa de Jaime de Bourbon e Battenberg
- Marcel Dassault (1892–1986), engenheiro, fundador da Dassault Aviation
- Claude Debussy (1862–1918), compositor
- Maxime Dethomas (1867–1929), artista
- Farideh Diba (born Farideh Ghotbi) (1921–2000), mãe da ex-rainha do Irã, Farah Diba
- Ghislaine Dommanget (1900–1991), princesa de Mônaco
- Michel Droit (1923–2000), novelista, membro da Académie française
- Henry Farman (1874–1958), ciclista e aviador
- Edgar Faure (1908–1988), estadista e combatente da Resistência Francesa na Segunda Guerra Mundial
- Gabriel Fauré (1845–1924), compositor
- Fernandel (Fernand Joseph Désiré Contandin) (1903–1971), comediante
- Maurice Gamelin (1872–1958), comandante supremo das forças armadas francesas 1939–1940
- Maurice Genevoix (1890–1980), novelista
- Rosemonde Gérard (1871–1953), poeta
- Virgil Gheorghiu, (1916–1992), novelista
- Jean Giraudoux (1882–1944), dramaturgo, soldado e diplomata
- Anna Gould (1878–1961), socialite, filha do banqueiro Jay Gould
- Antonio Guzmán Blanco (1829–1899), presidente da Venezuela
- Gabriel Hanotaux (1853–1944), estadista e historiador
- Paul Hervieu (1857–1915), dramaturgo e novelista
- Gholam Hossein Jahanshahi (1920–2005), economista, estadista iraniano
- Jacques Ibert (1890–1962), compositor
- Paul Landowski (1875–1961), arquiteto e escultor
- Georges Mandel (1885–1944), estadista, resistente francês durante a Segunda Guerra Mundial
- Édouard Manet (1832–1883), pintor realista e impressionista
- André Messager (1853–1929), compositor e condutor
- Alexandre Millerand (1859–1943), Presidente da França
- Octave Mirbeau (1848–1917), anarquista, crítico de arte e novelista
- Berthe Morisot (1841–1895), pintor impressionista
- Togrul Narimanbekov (1930-2013), pintor  azerbaijano
- Leila Pahlavi (1970–2001), princesa Leila do Irã, filha do último xá do Irã Mohammad Reza Pahlavi e Farah Diba
- Gabrielle Réjane (1856–1920), atriz
- Madeleine Renaud (1900–1994), atriz; sepultada com seu marido, o ator e diretor Jean-Louis Barrault
- Marcel Renault (1872–1903), industrialista, co-fundador da Renault Motor Company
- Maurice Rostand (1891–1968), dramaturgo
- Constantin Rozanoff (1905–1954), coronel, piloto de testes
- Haroun Tazieff (1914–1998), vulcanologista
- Renée Vivien (1877–1909), escritor, poeta
- Pearl White (1889–1938), estrela estadunidense do filme mudo
- Jean-Pierre Wimille (1908–1949), piloto

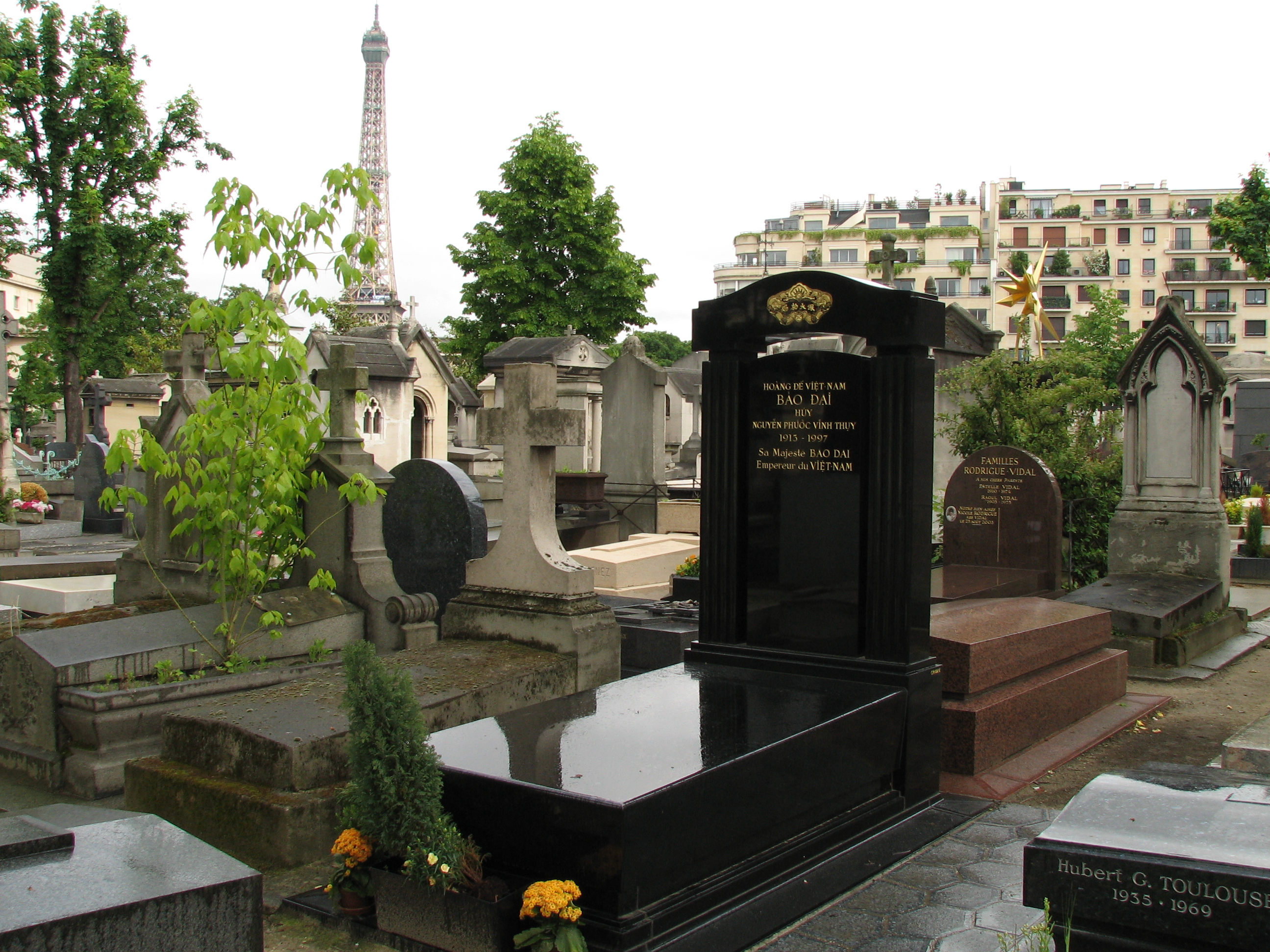
Sepultura de Bảo Đại, último imperador do Vietnã
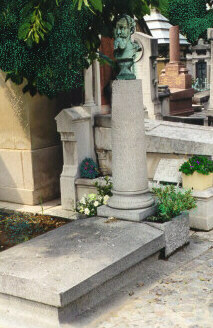
Sepultura de Édouard Manet
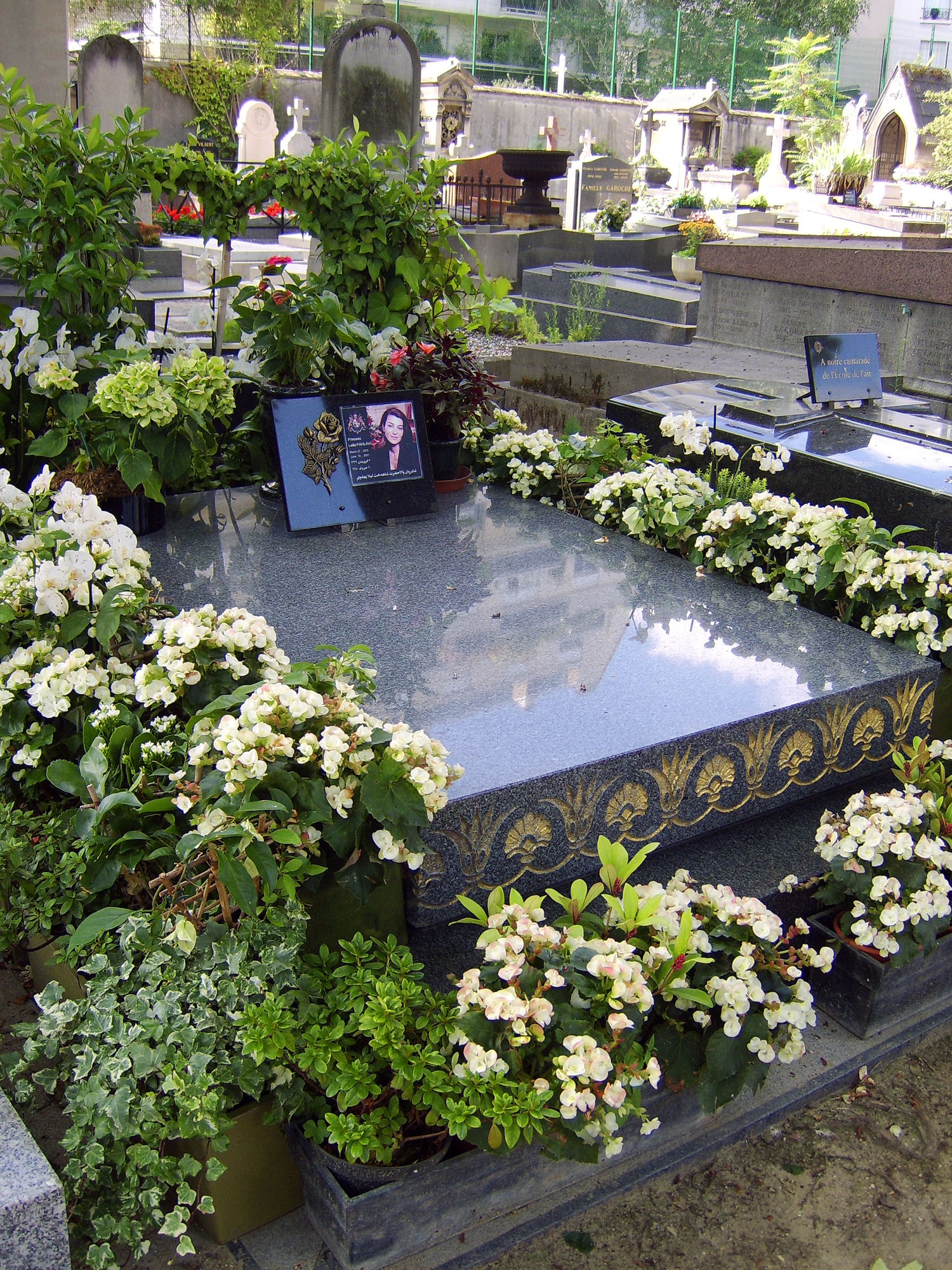
Sepultura de Leila Pahlavi

## Localização
A entrada do cemitério está localizada em 2, Rue du Commandant Schlœsing. A rua em que está situada é nomeada de um piloto da França Livre, Líder do Esquadrão Jacques-Henri Schlœsing (1919-1944), que voou com a RAF durante a guerra até ser morto em combate, no dia em que Paris foi libertada.
O cemitério está atrás do Trocadéro.